# Liste der denkmalgeschützten Objekte in Raggal
Die Liste der denkmalgeschützten Objekte in Raggal enthält die 8 denkmalgeschützten, unbeweglichen Objekte der Gemeinde Raggal im Bezirk Bludenz.

## Denkmäler
| Foto |                 | Denkmal                                                                                   | Standort                      | Beschreibung | Metadaten |
| ---- | --------------- | ----------------------------------------------------------------------------------------- | ----------------------------- | --- | --- |
| BW   | Datei hochladen | Schwarzmannhütte HERIS-ID: 111749 Objekt-ID: 129758seit 2013                              | Laguz 104 Standort KG: Raggal | | BDA-Hist.: Q37826391 Status: Bescheid Stand der BDA-Liste: 2025-06-30 Name: Schwarzmannhütte GstNr.: .394                                                                                    |
| ja   | Datei hochladen | Kuratienkirche hl. Katharina mit Friedhof HERIS-ID: 74475 Objekt-ID: 87880                | Marul Standort KG: Raggal     | Die von einem Friedhof umgebene Kuratienkirche im Ortsteil Marul wurde 1756 an Stelle einer älteren Kapelle errichtet und erhielt 1756 ihren Turm. | BDA-Hist.: Q1792946 Status: § 2a Stand der BDA-Liste: 2025-06-30 Name: Kuratienkirche hl. Katharina mit Friedhof GstNr.: 1449 Kuratienkirche Hl. Katharina (Marul)                           |
| ja   | Datei hochladen | Kurathaus HERIS-ID: 111397 Objekt-ID: 129229                                              | Marul 12 Standort KG: Raggal  | | BDA-Hist.: Q37823994 Status: Bescheid Stand der BDA-Liste: 2025-06-30 Name: Kurathaus GstNr.: .272 Kurathaus Marul                                                                           |
| ja   | Datei hochladen | Lourdeskapelle HERIS-ID: 74474 Objekt-ID: 87879                                           | Plazera Standort KG: Raggal   | Die im 18. Jahrhundert erbaute Kapelle mit Fünfachtelchor und Glockenturm wurde im Jahr 1895 zur Lourdesgrotte ausgestaltet. | BDA-Hist.: Q38134855 Status: § 2a Stand der BDA-Liste: 2025-06-30 Name: Lourdeskapelle GstNr.: .193 Lourdeschapel Plazera                                                                    |
| BW   | Datei hochladen | Paarhofanlage HERIS-ID: 74508 Objekt-ID: 87915seit 2013                                   | Raggal 12 Standort KG: Raggal | Der Wohnteil der Paarhofanlage ist in Kopfstrickbauweise errichtet und im Giebel mit 1760 bezeichnet. | BDA-Hist.: Q38135063 Status: Bescheid Stand der BDA-Liste: 2025-06-30 Name: Paarhofanlage GstNr.: .124, .125                                                                                 |
| ja   | Datei hochladen | Pfarrhof HERIS-ID: 74491 Objekt-ID: 87896                                                 | Raggal 67 Standort KG: Raggal | Als Pfarrhof dient ein renoviertes Walserhaus mit schmiedeeisernem Pfarrhofzeichen. | BDA-Hist.: Q38134906 Status: § 2a Stand der BDA-Liste: 2025-06-30 Name: Pfarrhof GstNr.: .2                                                                                                  |
| ja   | Datei hochladen | Kath. Pfarrkirche hll. Nikolaus und Theodul und Friedhof HERIS-ID: 74490 Objekt-ID: 87895 | Raggal 29 Standort KG: Raggal | Die auf die hll. Nikolaus und Theodul geweihte Kirche in Raggal ging aus einer 1455 erwähnten Kapelle hervor, die 1460 erweitert und 1586 zur Pfarrkirche erhoben wurde. Sie hat ein barockes Langhaus und einen gotischen Chor unter gemeinsamem Satteldach, einen barocke Ostturm mit Zwiebelhaube und einen 1953/1954 errichteten Vorraum. | BDA-Hist.: Q2082906 Status: § 2a Stand der BDA-Liste: 2025-06-30 Name: Kath. Pfarrkirche hll. Nikolaus und Theodul und Friedhof GstNr.: .1, 1 Pfarrkirche Hll. Nikolaus und Theodul (Raggal) |
| ja   | Datei hochladen | Straßenbrücke, Lasanggabrücke (Lasenkabrücke) HERIS-ID: 74473 Objekt-ID: 87878            | Standort KG: Raggal           | Die Holzbrücke wurde im Jahr 1789 errichtet. | BDA-Hist.: Q38134840 Status: § 2a Stand der BDA-Liste: 2025-06-30 Name: Straßenbrücke, Lasanggabrücke (Lasenkabrücke) GstNr.: 1826, 1827/2, 1836 Lasanggabrücke, Raggal                      |